# Dorothy Larsen
Dorothy Jane Larsen Fønss (født 19. november 1911 i Chicago, USA, død 31. oktober 1990 på Frederiksberg) var en dansk operasanger (sopran).
Hun debuterede i 1937 på Det kongelige Teater som Fricka i Valkyrien. Hendes lyrisk-dramatiske sopran foldede sig ud i roller som Grevinden i Figaros Bryllup, Fru Ingeborg i Drot og Marsk, Emmy i Den kongelige gæst og Elsa i Lohengrin. Hun blev udnævnt til Kongelig Kammersanger i 1948, og hun optrådte frem til 1960. Dorothy Larsen var gift med operasanger Johannes Fønss.